# Kies exact
Kies exact was een campagne van het Nederlands ministerie van Onderwijs en Wetenschappen in 1987, 1988 en 1989 om meisjes in het voortgezet onderwijs te stimuleren om minimaal in één vak van de exacte wetenschap eindexamen te doen. Met voornamelijk wiskunde in het vakkenpakket zouden meisjes hun kansen op de arbeidsmarkt vergroten, meer keuzes hebben voor een vervolgopleiding en daardoor als volwassene economisch zelfstandig zijn. De campagne was onderdeel van het emancipatiebeleid van de Nederlandse overheid, dat ernaar streefde dat zoveel mogelijk mensen financieel onafhankelijk zouden zijn van anderen en/of de overheid.
De campagne had nauwelijks effect. De campagne Een slimme meid is op haar toekomst voorbereid van 1989 tot en met 1992 bleek meer succes te hebben.